# Кевін Картер
Кевін Картер (англ. Kevin Carter; 1960-1994) — південноафриканський фотограф, лауреат Пулітцерівської премії 1993 року, член групи фотожурналістів «Клуб шибайголів» (The Bang Bang Club).

## Біографія
Кевін Картер народився 13 вересня 1960 року в Південно-Африканській Республіці. Юність прожив в районі, що призначений тільки для білих. Після закінчення середньої школи Картер кинув навчання, щоб стати фармацевтом, але був мобілізований в армію. 1980 року Кевін став свідком того, як чорного кают-офіціанта ображають білі. Картер захистив людину, але через це його побили інші військовослужбовці. Після цього він пішов у самоволку, спробував почати нове життя диск-жокеєм на радіо, але не склалося.
У 1983 році Кевін Картер став свідком теракту у Преторії, і тоді вирішив стати фотокореспондентом. Але спершу почав знімати спортивні події. Згодом, у 1984 році почав працювати на місцеву газету «Johannesburg Star», яка спеціалізувалася на викритті жорстокості апартеїду. Став першим фотокореспондентом, який в середині 80-х років сфотографував публічну страту чорношкірого через спалення. Знімки шокували суспільство, викликали обурення і осуд апартеїду.
У 1993 році Кевін Картер разом з Жоао Сільвою вирушили у Судан знімати сцени голоду. Вони приєднались до місії ООН, що роздавала продовольчу гуманітарну допомогу. Під час знімання на місцевості він побачив маленьку дівчинку, що вмирала в полі з голоду, поки її батьки розвантажували гуманітарну допомогу. Кевін Картер вже хотів сфотографувати дівчинку, як раптом за нею приземлився стерв'ятник. Картер повільно наблизився до дівчинки, намагаючись не злякати птаха, вибрав хороший ракурс, щоб обидва, і дитина, і стерв'ятник, опинилися у фокусі, і зробив кілька знімків. Потім фотограф прогнав птаха. Через день Кевін повернувся в ПАР і продав фотографію у «The New York Times», яка як раз шукала такі знімки. Фотографія суданської дівчинки була опублікована 26 березня 1993 року. Навесні 1994 року за цю фотографію Кевін Картер отримав Пулітцерівську премію.
У цей час у фотокореспондента почалися досить серйозні депресії. Він занадто часто бачив вбивства, страти, голод і трупи. Також низка ЗМІ звинуватили кореспондента у холоднокровності. Наприклад, у флоридській газеті «St. Petersburg Times» про нього написали: «Людина, яка налаштовує свій об'єктив лише для того, щоб зробити вдалий знімок дитини, що страждає, лише ще один стерв'ятник». Тиск громадськості укупі з проблемами в особистому житті і наркотиками, а також смертю друга Кена Остерброка, який загинув 18 квітня 1994 року — все це стало останньою краплею для Картера.
Через три місяці після отримання Пулітцерівської премії Картер наклав на себе руки. 27 липня 1994 року він виїхав на своєму пікапі на берег річки. Там Кевін один кінець шланга примотав до вихлопної труби автомобіля, а інший провів через бокове скло у салон машини й залишив двигун працювати. Помер від отруєння чадним газом у 33 роки.
Через півтора місяця після самогубства Скотт Маклеод опублікував в журналі «Time» передсмертну записку Кевіна Картера: «депресія… без телефону… грошей за оренду… грошей на дітей… платити за рахунками нічим… гроші!!! Мене переслідують яскраві спогади про вбивства, і трупи, і злість, і біль… картини голодуючих або поранених дітей, психопати зі зброєю в руках, нерідко вони поліціянти, або ж кати… Я пішов, щоб приєднатися до Кена, якщо мені пощастить».

## Вшанування
- У 1996 році британський рок-гурт «Manic Street Preachers» написав пісню «Kevin Carter», яка увійшла у його альбом «Everything Must Go».
- У 2004 році Ден Краус зняв короткометражний документальний фільм «Смерть Кевіна Картера: Пошкодження Клубу шибайголів», який був номінований на премію «Оскар» у 2006 році.
- У 2006 році чилійський художник Альфредо Джаар створив відеоінсталяцію «Звук мовчання» про життя та смерть Кевіна Картера.
- У 2010 році вийшов фільм Клуб зірвиголов. Роль Кевіна Картера зіграв Тейлор Кітч.